# 高庄街道 (平顶山市)
高庄街道，是中华人民共和国河南省平顶山市石龙区下辖的一个乡镇级行政单位。

## 行政区划
高庄街道下辖以下地区：
龙源社区、龙港社区、高庄社区村、张庄社区村和山高社区村。